# Ludvík XVI.
Ludvík XVI. (23. srpna 1754 Versailles – 21. ledna 1793 Paříž) byl francouzský král z rodu Bourbonů vládnoucí v letech 1774–1792. Byl vnukem Ludvíka XV., jeho manželkou byla Marie Antoinetta (Marie Antonie, dcera Marie Terezie). Během Velké francouzské revoluce byl svržen a posléze i popraven.

## Původ
Ludvíkovým předchůdcem na královském trůnu byl jeho děd Ludvík XV. Ludvíkovi rodiče byli dauphin Ludvík Ferdinand Bourbonský (1729–1765), který zemřel dříve, než mohl nastoupit na trůn, a Marie Josefa Saská, dcera Augusta III., polského krále a kurfiřta saského (zde vládl pod jménem Fridrich August II.).
Narodil se 23. srpna 1754 ve Versailles jako třetí potomek z celkem sedmi dětí tehdejšího následníka trůnu. Dle tradice obdržel titul vévody z Berry a jméno Ludvík August. Stejně jako o výchovu jeho sourozenců i o jeho výchovu se starali k údivu celého francouzského dvora osobně jeho rodiče. Jeho otec Ludvík Ferdinand neměl rád plesy, hry a ani lov mu nebyl příliš blízký. Lze tedy vyčíst, že mezi dauphinem a Ludvíkem XV. panovaly velké rozdíly. Tento muž byl občas vůči veřejnosti velmi tvrdý muž, stejně jako ostatní následníci trůnu čekal, až bude moci sám na trůn usednout a věnovat se tak politice. Ludvík Ferdinand si našel oblibu ve hře na varhany a ve zpěvu chorálů. Matka Ludvíka Augusta, vévody z Berry, saská princezna Marie Josefa byla svědomitá, taktní, zbožná a vzdělaná žena.
Když zemřel jeho starší bratr, stal se Ludvík ve svých šesti letech nástupcem po svém otci. Když i otec dne 20. prosince 1765 zemřel, stal se Ludvík v 11 letech přímým následníkem. Byl 42. velmistrem Vojenského a špitálního řádu sv. Lazara Jeruzalémského.
16. května 1770 se patnáctiletý korunní princ oženil s o rok mladší habsburskou princeznou Marií Antonií (Marií Antoinettou), dcerou císařského páru Františka I. Štěpána a Marie Terezie, aby tak upevnili francouzsko-rakouské vztahy.
Z jejich manželství vzešly čtyři děti:
- Marie Terezie Šarlota (19. prosince 1778 – 19. října 1851), jediný potomek, který přežil Francouzskou revoluci, ⚭ 1799 Ludvík Antonín (6. srpna 1775 – 3. června 1844), vévoda z Angoulême a 2. srpna 1830 se stal na 20 minut podle následnického práva legitimním francouzským a navarrským králem jako Ludvík XIX.
- Ludvík Josef (22. října 1781 – 4. června 1789), dauphin, zemřel na následky vrozené vady páteře
- Ludvík Karel Bourbonský (27. března 1785 – 8. června 1795), dauphin z Viennois, po uvěznění a popravě rodičů byl monarchisty prohlášen francouzským králem, ale strávil zbytek života ve vězení v Templu, kde v otřesných podmínkách zemřel na vysílení
- Žofie Helena Beatrice (9. července 1786 – 18. června 1787)

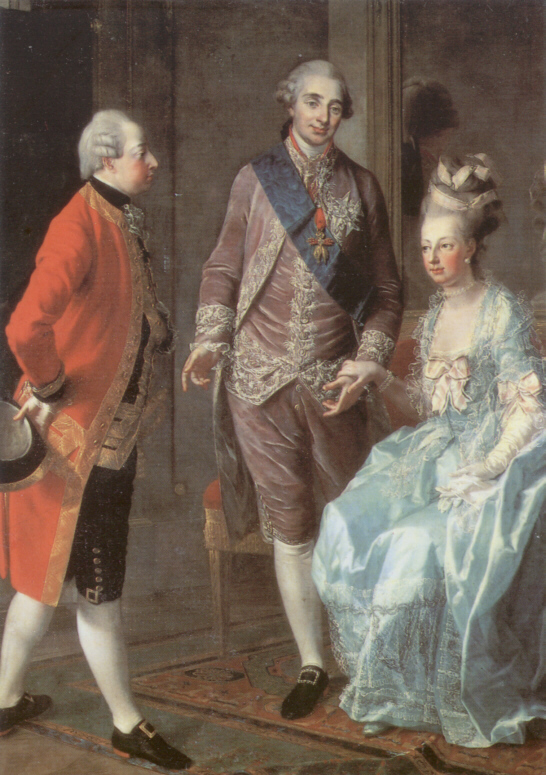
Ludvík XVI. s manželkou Marií Antoinettou a švagrem Maxmiliánem Františkem

## Dynastický sňatek
Poté, co v roce 1768 zemřela královna Marie Leszczynská, byl na krále Ludvíka XV. vyvíjen ze strany jeho ministrů nátlak, aby uzavřel nové manželství. Ludvík XV. ale tuto svou povinnost přesunul na svého šestnáctiletého vnuka a následníka trůnu Ludvíka, který tak 19. dubna 1770 uzavřel v zastoupení sňatek s habsburskou princeznou Marií Antoinettou. Nemluvný, uzavřený a nesmělý Ludvík si jen těžko hledal cestu ke své veselé, nepříliš vzdělané a povrchní manželce. Manželský vztah byl navíc zkomplikován tím, že nedošel naplnění nejen během svatební noci, ale ani v následujících letech. Teprve až v roce 1777 se chopil iniciativy bratr Marie Antoinetty Josef II., který si se svým švagrem Ludvíkem promluvil. Na popud Josefa II. tedy Ludvík XVI. konečně podstoupil malou a nenáročnou operaci (s největší pravděpodobností trpěl fimózou) a v srpnu 1777 bylo manželství naplněno. V dubnu 1778 již bylo jisté, že královna Marie Antoinetta je těhotná a 19. prosince 1778 přišel na svět první potomek královských manželů, dcera Marie Terezie Charlotta. V roce 1781 se narodil první syn, roku 1785 druhý syn a v roce 1786 ještě dcera.

## Neúspěšný reformátor
Ludvík XVI. se ujímá trůnu po smrti svého děda Ludvíka XV. v roce 1774, kdy je Francie finančně a hospodářsky v krizi a roční deficit státního rozpočtu se pohybuje v milionových částkách. Hlavní břímě daní nese na svých bedrech produktivní část obyvatelstva, zatímco vlastníci majetků, především šlechta, jsou od dávek osvobozeni. Měšťanstvo spolu se šlechtou touží po větším podílu na moci a nespokojenost se stavem v zemi zasahuje všechny vrstvy společnosti. Mírumilovný, dobromyslný a nerozhodný král Ludvík XVI. má tak před sebou těžký úkol, na jehož řešení se ale vrhl s neobyčejnou horlivostí a velkým idealismem. Rádcem mladého krále se stává již třiasedmdesátiletý hrabě Jean-Frédéric Phélypeaux de Maurepas a důležitou funkci generálního kontrolora financí získává Anne Robert Jacques Turgot, který nasadil tvrdou linii reforem státní ekonomiky – žádné zvyšování daní, žádné další půjčky, nekompromisní úsporná opatření. Turgot se také pustil do rušení neužitečných úřadů, omezil výdaje na armádu a výdaje dvora a plánoval zdanění šlechty, zrušení roboty, cechů a cla z cest. Ludvík XVI. zároveň obnovil pařížský parlament, rozpuštěný v roce 1771. Poslanci parlamentu se ale opakovaně pokusili zablokovat veškeré reformy a král parlament opět rozpustil. Po čase ho opět svolal, což mu zajistilo velkou oblibu u tehdejších osvícenců. Reformy Ludvíka XVI. ale nadále narážely na velký odpor u šlechty i členů královské rodiny. Parlament nakonec většinu reforem schválil, ale Turgot už měl mezi aristokracií a ve finančních kruzích tolik nepřátel, že ho Ludvík XVI. nakonec v roce 1776 zbavil funkce. Politickou a hospodářskou situaci ve Francii dále zkomplikovala situace v severní Americe, kde bývalé anglické kolonie vyhlásily nezávislost a Francie s těmito koloniemi uzavřela obranný a útočný pakt, čímž se dostala do finančně náročného válečného konfliktu s Anglií. Ludvík XVI. ale svůj boj o reformy a zlepšení hospodářské situace země zatím nevzdal. V roce 1776 převzal zodpovědnost za státní finance bankéř a úspěšný obchodník Jacques Necker, který ale prosadil další půjčky pro stát a tím ještě zvýšil jeho zadlužení. Snažil se také o úsporná opatření, novou organizaci státní správy a na popud Ludvíka XVI. propagoval zlepšení podmínek v nemocnicích. V té době také došlo k zákazu mučení ve věznicích a bylo zrušeno otroctví, které se praktikovalo v zámořských koloniích. Nakonec i Necker upadl v nemilost a v roce 1781 odstoupil. Neckerovi nástupci, Joly de Fleury a Lefévre d'Ormesson se úřadu ujali jen krátce a po nich se o ozdravění státních financí pokusil Charles Alexandre de Calonne, který prosazoval zavedení daně pro šlechtu a církev. Ludvík XVI. tedy svolal shromáždění notáblů, tedy 144 vysoce postavených osobností, princů, knížat, biskupů, starostů a zástupců provincií, aby je přesvědčil o nutnosti zavedení těchto nových daní. Notáblové reformy odmítli, Calonne musel ze své funkce odstoupit a nahradil ho toulouský arcibiskup Loménie de Brienne. Král shromáždění notáblů v roce 1787 rozpustil a ještě jednou se obrátil na parlament. Poslanci spolupráci s králem odmítli a rezignovaný a zklamaný Ludvík XVI. prohlásil parlament za rozpuštěný. Celá země se ocitla na pokraji vzpoury a lidé požadovali svolání generálních stavů. Ludvík XVI. měl obavy z vypuknutí občanské války, a tak svolání generálních stavů přislíbil na 1. května 1789. To vzbudilo u lidu bouři nadšení a popularita Ludvíka XVI. dosáhla svého vrcholu. Zároveň byl do funkce správce financí znovu dosazen Jacques Necker. Vzdělaná horní vrstva obyvatelstva ale nadále požadovala podíl na moci, což Ludvík XVI. odmítal vzít na vědomí. Stále se považoval za vládce z Boží milosti a nechtěl si připustit, že doba absolutistické vlády už pominula.

## Poslední léta života
Dne 5. května 1789 svolal Ludvík generální stavy za účelem reformy daňového systému. Volby zástupců generálních stavů odstartovaly Velkou francouzskou revoluci. Po pádu Bastily se král formálně vyslovil pro ústavu, ale v zahraničí zároveň hledal pomoc proti revoluci.
Roku 1791 se neúspěšně pokusil i s celou svou rodinou o útěk za hranice. Celá královská rodina se dostala až k městečku Varennes. Jejich útěk byl údajně odhalen poštmistrem Jeanem-Baptistem Drouetem 21. června a celá královská rodina byla odvezena zpět do Paříže. Král byl prohlášen za vlastizrádce, sesazen z trůnu a po procesu dne 21. ledna 1793 veřejně sťat gilotinou na náměstí Revoluce. Jeho statečnost v posledních chvílích před popravou mu vynesla úctu mnoha současníků.
Robespierrovy argumenty pro popravu krále (projev v Národním konventu ze 3. prosince 1792):
| „                        | Zde se nevede soudní proces. Ludvík není obžalovaný a vy nejste žádní soudcové. Jste pouze politikové a zástupci národa … Vaším úkolem není vyslovit nad někým soudní rozsudek, ale přijmout opatření v zájmu veřejného blaha. Pokud jde o mne, příčí se mi trest smrti a k Ludvíkovi necítím lásku ani nenávist … Ale sesazený král v lůně revoluce, která má ještě daleko k tomu, aby byla pevně zakotvena … takový nemůže být zneškodněn uvězněním nebo vypovězením. S bolestí vyslovuji osudnou pravdu: je lépe, aby zemřel Ludvík, než aby zahynulo 100 tisíc poctivých občanů… | “ |
| — Maximilien Robespierre | |   |

V Národním konventu byla smrt Ludvíka XVI. odhlasována nejtěsnější možnou většinou, o jeden hlas. Mezi těmi, kteří hlasovali pro smrt, byl i revolucionář Ludvík Filip, vévoda orleánský. Ludvíka tak poslal na popraviště i hlas jeho bratrance.

## Osobnost Ludvíka XVI.
Dnešní pohledy na Ludvíka XVI. se různí, ale historikové jej považují za čestného, vzdělaného a zbožného člověka s dobrými úmysly, jemuž nebylo umožněno alespoň v nezbytném měřítku zreformovat monarchii a jenž se stal obětním beránkem revolucionářů. Ovšem jako panovník vystupoval často nerozhodně a nedokázal řešit hlubokou finanční krizi a reformovat zastaralé feudální uspořádání Francie. Odpor vůči jeho vládě se jevil především jako odpor k jeho osobě – v době všeobecné nouze žil totiž se svou chotí v přepychu, který dráždil.

## Vývod z předků
|             |                                       |  |                     |                                         |  |  |  |  |  |  |  | Ludvík Francouzský |
|             |                                       |  |                     |                                         |  |  |  |  |  |  |  |                    |
|             | Ludvík Francouzský                    |  |                     |                                         |  |  |  |  |  |  |  |                    |
|             |                                       |  |                     |                                         |  |  |  |  |  |  |  |                    |
|             |                                       |  |                     | Marie Anna Bavorská                     |  |  |  |  |  |  |  |                    |
|             |                                       |  |                     |                                         |  |  |  |  |  |  |  |                    |
|             | Ludvík XV.                            |  |                     |                                         |  |  |  |  |  |  |  |                    |
|             |                                       |  |                     |                                         |  |  |  |  |  |  |  |                    |
|             |                                       |  |                     | Viktor Amadeus II.                      |  |  |  |  |  |  |  |                    |
|             |                                       |  |                     |                                         |  |  |  |  |  |  |  |                    |
|             | Marie Adelaide Savojská               |  |                     |                                         |  |  |  |  |  |  |  |                    |
|             |                                       |  |                     |                                         |  |  |  |  |  |  |  |                    |
|             |                                       |  |                     | Anna Marie Orleánská                    |  |  |  |  |  |  |  |                    |
|             |                                       |  |                     |                                         |  |  |  |  |  |  |  |                    |
|             | Ludvík Ferdinand Bourbonský           |  |                     |                                         |  |  |  |  |  |  |  |                    |
|             |                                       |  |                     |                                         |  |  |  |  |  |  |  |                    |
|             |                                       |  |                     | Rafael Leszczyńský                      |  |  |  |  |  |  |  |                    |
|             |                                       |  |                     |                                         |  |  |  |  |  |  |  |                    |
|             | Stanislav I. Leszczyński              |  |                     |                                         |  |  |  |  |  |  |  |                    |
|             |                                       |  |                     |                                         |  |  |  |  |  |  |  |                    |
|             |                                       |  |                     | Anna Leszczyńska                        |  |  |  |  |  |  |  |                    |
|             |                                       |  |                     |                                         |  |  |  |  |  |  |  |                    |
|             | Marie Leszczyńská                     |  |                     |                                         |  |  |  |  |  |  |  |                    |
|             |                                       |  |                     |                                         |  |  |  |  |  |  |  |                    |
|             |                                       |  |                     | Jan Karol Opaliński                     |  |  |  |  |  |  |  |                    |
|             |                                       |  |                     |                                         |  |  |  |  |  |  |  |                    |
|             | Kateřina Opalinská                    |  |                     |                                         |  |  |  |  |  |  |  |                    |
|             |                                       |  |                     |                                         |  |  |  |  |  |  |  |                    |
|             |                                       |  |                     | Žofie Czarnkowská                       |  |  |  |  |  |  |  |                    |
|             |                                       |  |                     |                                         |  |  |  |  |  |  |  |                    |
| Ludvík XVI. |                                       |  |                     |                                         |  |  |  |  |  |  |  |                    |
|             |                                       |  |                     |                                         |  |  |  |  |  |  |  |                    |
|             |                                       |  | Jan Jiří III. Saský |                                         |  |  |  |  |  |  |  |                    |
|             |                                       |  |                     |                                         |  |  |  |  |  |  |  |                    |
|             | August II. Silný                      |  |                     |                                         |  |  |  |  |  |  |  |                    |
|             |                                       |  |                     |                                         |  |  |  |  |  |  |  |                    |
|             |                                       |  |                     | Anna Žofie Dánská                       |  |  |  |  |  |  |  |                    |
|             |                                       |  |                     |                                         |  |  |  |  |  |  |  |                    |
|             | August III. Polský                    |  |                     |                                         |  |  |  |  |  |  |  |                    |
|             |                                       |  |                     |                                         |  |  |  |  |  |  |  |                    |
|             |                                       |  |                     | Kristián Arnošt Braniborsko-Bayreuthský |  |  |  |  |  |  |  |                    |
|             |                                       |  |                     |                                         |  |  |  |  |  |  |  |                    |
|             | Kristýna Eberhardýna z Hohenzollernu  |  |                     |                                         |  |  |  |  |  |  |  |                    |
|             |                                       |  |                     |                                         |  |  |  |  |  |  |  |                    |
|             |                                       |  |                     | Žofie Luisa Württembersko-Winnentalská  |  |  |  |  |  |  |  |                    |
|             |                                       |  |                     |                                         |  |  |  |  |  |  |  |                    |
|             | Marie Josefa Saská                    |  |                     |                                         |  |  |  |  |  |  |  |                    |
|             |                                       |  |                     |                                         |  |  |  |  |  |  |  |                    |
|             |                                       |  |                     | Leopold I. Habsburský                   |  |  |  |  |  |  |  |                    |
|             |                                       |  |                     |                                         |  |  |  |  |  |  |  |                    |
|             | Josef I. Habsburský                   |  |                     |                                         |  |  |  |  |  |  |  |                    |
|             |                                       |  |                     |                                         |  |  |  |  |  |  |  |                    |
|             |                                       |  |                     | Eleonora Magdalena Falcko-Neuburská     |  |  |  |  |  |  |  |                    |
|             |                                       |  |                     |                                         |  |  |  |  |  |  |  |                    |
|             | Marie Josefa Habsburská               |  |                     |                                         |  |  |  |  |  |  |  |                    |
|             |                                       |  |                     |                                         |  |  |  |  |  |  |  |                    |
|             |                                       |  |                     | Jan Bedřich Brunšvicko-Lüneburský       |  |  |  |  |  |  |  |                    |
|             |                                       |  |                     |                                         |  |  |  |  |  |  |  |                    |
|             | Amálie Vilemína Brunšvicko-Lüneburská |  |                     |                                         |  |  |  |  |  |  |  |                    |
|             |                                       |  |                     |                                         |  |  |  |  |  |  |  |                    |
|             |                                       |  |                     | Benedikta Jindřiška Falcko-Simmernská   |  |  |  |  |  |  |  |                    |
|             |                                       |  |                     |                                         |  |  |  |  |  |  |  |                    |

## Tituly a oslovení
- 23. srpna 1754 – 20. prosince 1765: Jeho Královská Výsost vévoda z Berry
- 20. prosince 1765 – 10. května 1774: Jeho Královská Výsost dauphin Francie
- 10. května 1774 – 21. srpna 1792: Jeho Nejkřesťanštější Veličenstvo král
- 21. srpna 1792 – 21. ledna 1793: občan Ludvík Kapet